# Christianslegende

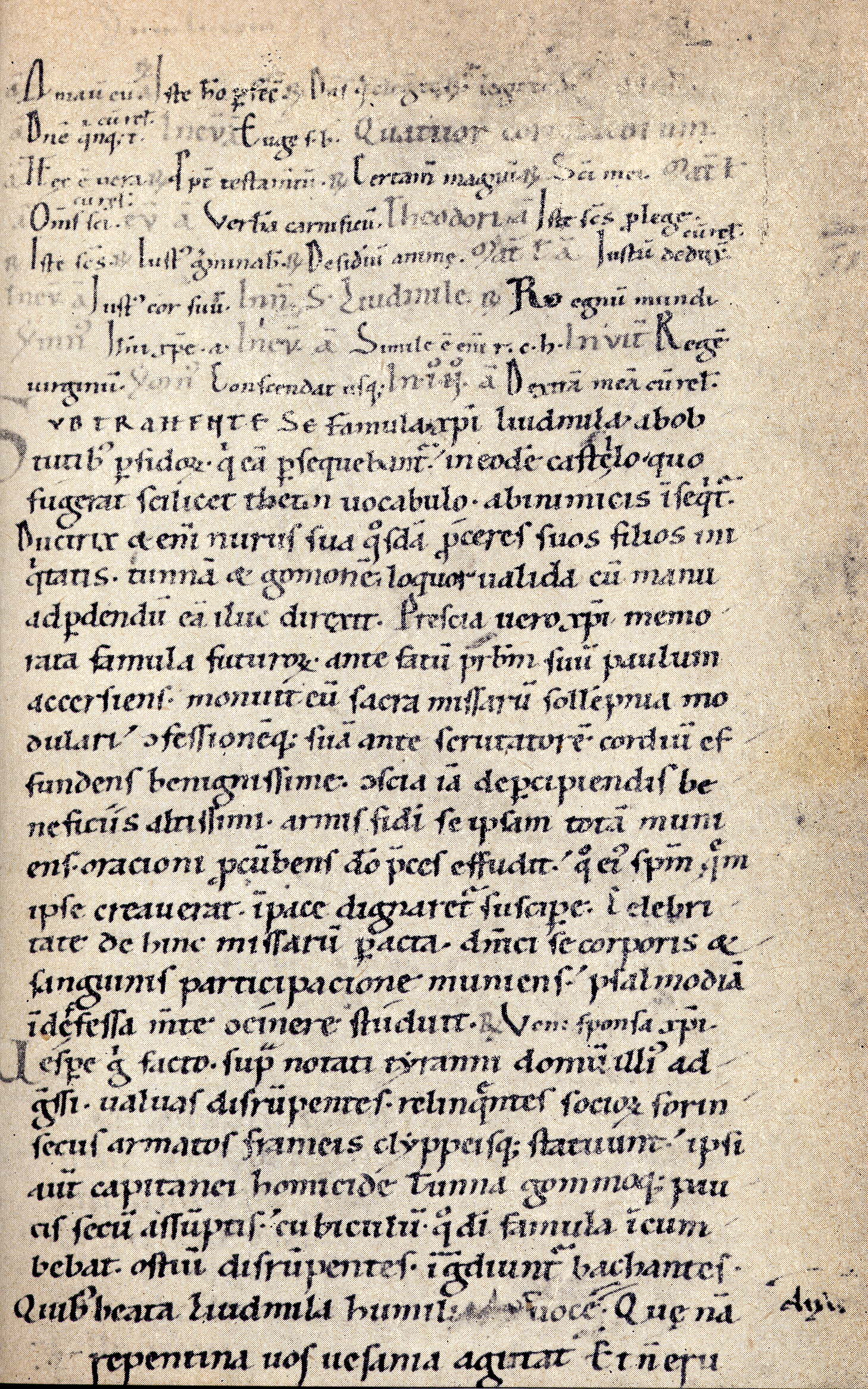
Erste Seite eines Auszugs der Christianslegende, Mitte 12. Jahrhundert

Die Christianslegende ist eine mittelalterliche Quelle zur Geschichte Böhmens. Sie schildert die Christianisierung des Landes sowie das Leben und den Tod der Heiligen Ludmilla und Wenzel. Die Legende wurde lange für eine spätmittelalterliche Fälschung gehalten. Die Forschung ist sich jedoch mittlerweile weitgehend einig, dass sie am Ende des 10. Jahrhunderts entstand.

## Inhalt
Das Werk wird nach seinem Anfangssatz auch Vita et passio sancti Wenceslai et sancte Ludmile ave eius (Leben und Tod des heiligen Wenzel und seiner Großmutter, der heiligen Ludmilla) genannt, ist also in erster Linie eine Heiligenlegende. Im Prolog tut der Verfasser seine Absicht kund, die Geschichte vom Leben und Märtyrertod der beiden ersten Heiligen des Landes zu schildern. In den folgenden zehn Kapiteln nimmt das Werk jedoch eher den Charakter einer Chronik an. Das erste Kapitel beschäftigt sich mit der Mission der Slawenapostel Kyrill und Methodius in Mähren; das zweite erzählt die Abstammungssage der Přemysliden, die Berufung des Pflügers Přemysl auf den Fürstenthron, und schildert die Taufe des Fürsten Bořivoj in Mähren und den nachfolgenden Aufstand in Böhmen gegen die neue Religion. Erst im dritten und vierten Kapitel kommt der Verfasser auf Ludmilla und ihren Tod in Tetín zu sprechen. Das fünfte bis siebte Kapitel ist dem Leben ihres Enkels Wenzel und dem Brudermord in Stará Boleslav gewidmet, das achte bis zehnte dann den Wundern, die sich nach seinem Tod ereigneten.
Die Abstammungssage der Přemysliden taucht bei Christian erstmals in der schriftlichen Überlieferung auf. Doch auch für wesentliche Fakten der frühen böhmischen Geschichte, beispielsweise die Fürstentaufe in Mähren oder die Unruhen und Machtkämpfe, die den Aufstieg der Přemysliden-Dynastie zu Beginn des 10. Jahrhunderts begleiteten, ist die Christianslegende die erste, manchmal sogar die einzige Quelle. Die Frage nach ihrer Echtheit ist daher für die historische Forschung von entscheidender Bedeutung.